# 633 Zelima
Zelima è un asteroide della fascia principale del diametro medio di circa 34,37 km. Scoperto nel 1907, presenta un'orbita caratterizzata da un semiasse maggiore pari a 3,0194064 UA e da un'eccentricità di 0,0870987, inclinata di 10,90973° rispetto all'eclittica.
Stanti i suoi parametri orbitali, è considerato un membro della famiglia Eos di asteroidi.
L'origine del suo nome è sconosciuta.